# 再一次機會
《再一次機會》（英語：One More Chance）是美國女歌手瑪丹娜的歌曲，收錄於她在1995年11月發行的精選輯《情難忘》（英語：Something To Remember）。〈再一次機會〉並未在美國地區推出單曲，在英國單曲排行榜獲得第11名的成績。

## 內容

### 歌曲簡介
〈再一次機會〉是瑪丹娜情歌精選專輯《情難忘》中所收錄的三首新歌之一，這首歌曲和另一首新歌〈拭目以待〉一樣都是由瑪丹娜和大衛·佛斯特（David Foster）兩人共同打造。但〈再一次機會〉沒有〈拭目以待〉的澎湃氣勢，只採取簡單的原音吉他搭配大提琴伴奏而成，打造像是不插電（Unplugged）現場演唱的清淡抒情小品，但從商業取向來看賣相並不佳。

### 音樂影片
瑪丹娜推出《情難忘》精選輯時，她正為拍攝音樂劇《Evita》的電影版而忙得分身乏術，根本抽不出時間來宣傳新專輯，更別說是要為〈再一次機會〉拍攝音樂影片了。於是MTV台特地剪輯瑪丹娜過往歌曲如〈秘密〉、〈謝幕〉、〈枕邊故事〉、〈雨〉、〈宛如祈禱者〉及〈美麗的島嶼〉等MV片段，組成這首單曲的MV在電視上播放。

### 商業成績
〈再一次機會〉的單曲只有在日本、澳洲及歐洲地區的國家發行，1996年3月23日在英國單曲榜獲得第11名，並在下一週跌至第29名，這和瑪丹娜之前的成績相比算是差勁。不過對此時的瑪丹娜而言這已經不重要，因為她正將心力都投注在同年底上映的電影《阿根廷，別為我哭泣》上。